# Vicente Genaro de Quesada

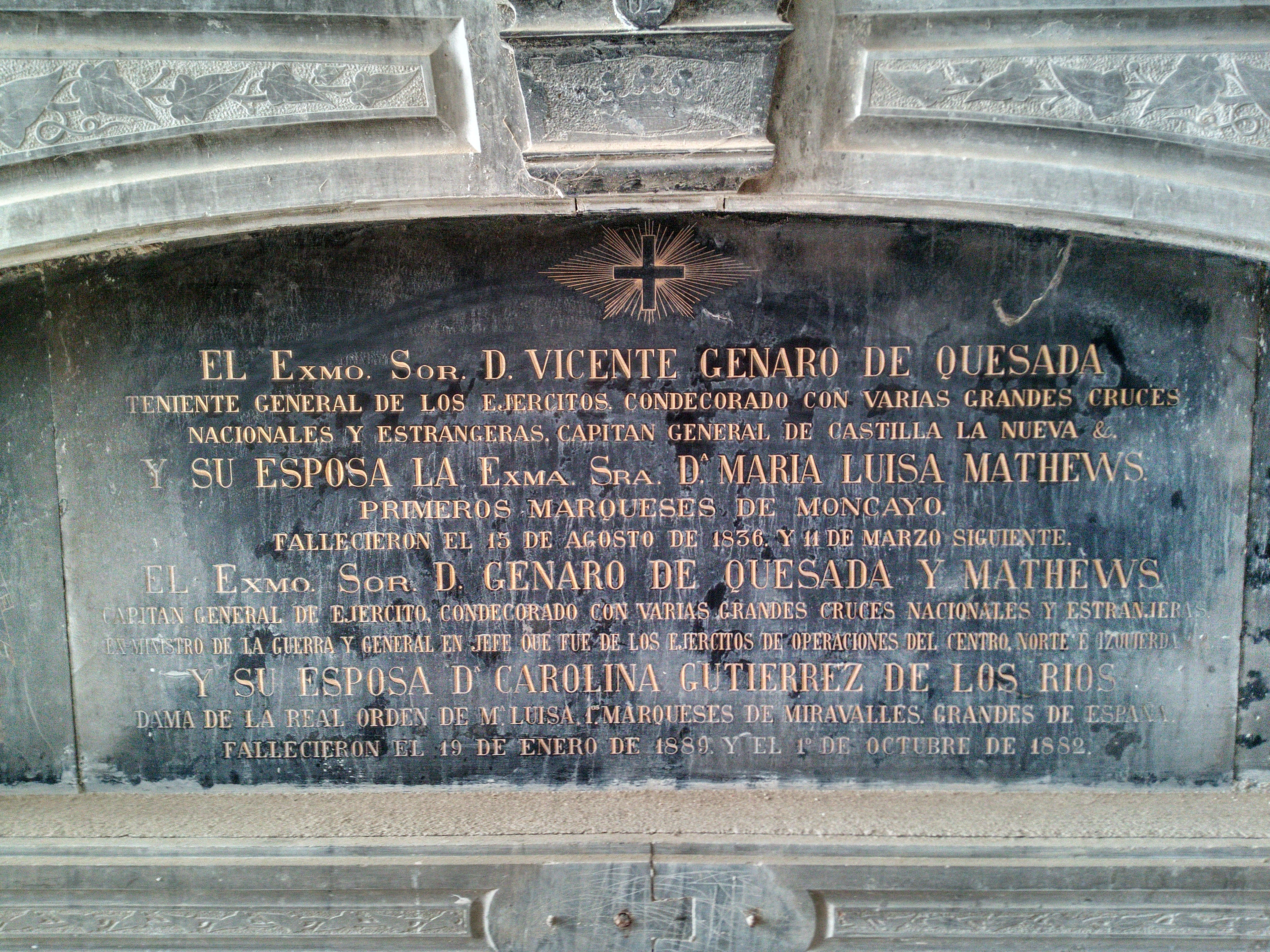
Lápida mortuoria de los generales Quesada, padre e hijo, y de sus cónyuges.

Vicente Genaro de Quesada (La Habana, 19 de septiembre de 1782-Hortaleza, 15 de agosto de 1836), primer marqués de Moncayo, fue un militar español.

## Primeros años
Hijo del gobernador de Nicaragua Juan Nepomuceno de Quesada, natural de Jaén y de María Josefa de Arango y Castillo, natural de La Habana, fue bautizado el 3 de octubre de 1782 en la iglesia del Santo Ángel Custodio de La Habana. Destinado por su padre a la carrera militar, ingresó como cadete en el año 1794 en el tercer batallón de infantería de Cuba, en el que sirvió hasta 1796. Ese año fue nombrado por el rey cadete del regimiento de la Guardia Real.

## Guerra de la Independencia
Llegado a Madrid en 1808, ingresó en la Guardia valona. Se hizo célebre por haber sido el autor material de la detención de Godoy durante el motín de Aranjuez, participando semanas después en el levantamiento del 2 de Mayo. Huyó de la capital y se reunió con los militares que se habían refugiado en Badajoz, donde comenzaban a formar el ejército que había de enfrentarse al de los invasores franceses. Fue nombrado teniente coronel, recibiendo el mando del primer batallón de voluntarios de Plasencia y poco después del cuarto batallón de guardias valones. El Ejército de Extremadura pasó a combatir a Castilla la Vieja, cayendo Quesada preso durante de la batalla de Gamonal del 10 de noviembre de 1808, tras sufrir once heridas, siendo conducido al depósito de prisioneros de Dijon en Francia. Tras dos intentos de fuga fallidos, consiguió escapar a Cataluña desde donde se dirigió por mar a Cádiz. Se incorporó al ejército pero no obtuvo el nombramiento de brigadier que creía que le correspondía ni participó en acción importante alguna, siendo finalmente nombrado gobernador militar y político de Santander.

## Reinado de Fernando VII
Al volver Fernando VII a ocupar el trono, obtuvo el rango de brigadier así como varias condecoraciones por sufrimiento en cautiverio y participación en la guerra. Al oponerse al movimiento de restauración de la Constitución española de 1812, fue depuesto y perseguido, refugiándose en Francia. Aquí participó activamente en el movimiento realista, siendo nombrado capitán general del Ejército de Navarra al entrar en España con las tropas francesas. Restituido Fernando VII, obtuvo mandos militares en Granada, Valencia, Murcia y Guipúzcoa, siendo nombrado capitán general de Andalucía en el año 1825, donde se señaló tanto en reducir los movimientos constitucionales como las actuaciones de bandoleros. En 1831 fue nombrado comandante general de la guardia real de infantería e inspector general de la infantería de línea y ligera del ejército, con sede en Madrid.

## Primera Guerra Carlista
Al morir Fernando VII, el círculo político que aconsejaba a la reina regente, no confiando en la lealtad de Quesada, considerándole afecto a la causa carlista que comenzaba a fraguarse, trató de alejarlo de la Corte, nombrándole capitán general de Andalucía. Quesada se opuso tenazmente a lo que consideraba un destierro y consiguió convencer al gobierno de Francisco Cea Bermúdez de su lealtad, siendo nombrado capitán general de Castilla la Vieja, con residencia en Valladolid. Sofocó las revueltas carlistas encabezadas por Jerónimo Merino en esta región, recibiendo como recompensa título de Castilla, eligiendo el de marqués de Moncayo, tomando este nombre al hecho de que poseía en Granada un mayorazgo así llamado.
A los pocos meses, en enero de 1834, fue nombrado virrey de Navarra y comandante en jefe del Ejército del Norte. Una vez allí tuvo problemas para contener a las fuerzas de Zumalacárregui, que, en abril, capturaron uno de sus convoyes y establecieron un bloqueo sobre Pamplona. La prensa liberal echó la culpa del fracaso a Quesada, que en junio fue relevado del mando. 

## Motín de La Granja y muerte
Tras los sucesos derivados del motín de La Granja de San Ildefonso, en agosto de 1836, en los que demostró arrojo y valentía al oponerse a los sublevados en plena Puerta del Sol de Madrid, trató de escapar de la capital refugiándose en casa de unos amigos en el pueblo de Hortaleza, al norte de Madrid. Pero fue descubierto y asesinado por una turbamulta antes de que los coraceros de la reina Isabel II pudieran arrestarle.

## Familia
En 1812 contrajo matrimonio con la gaditana María Luisa Matheus (o Mathews) y Lacasa. Fue padre del también general Genaro de Quesada y Matheus (o Mathews, véase la lápida mortuoria en la fotografía).